# شيزو تاكادا
شيزو تاكادا (ولد في 5 أغسطس 1947) هو حكم كرة قدم ياباني سابق. حكم مباراة بالدور الأول بين إسبانيا والجزائر في كأس العالم 1986. كما قاد مباراة الجولة الأولى بين يوغوسلافيا والإمارات العربية المتحدة في كأس العالم 1990.

## روابط خارجية
- شيزو تاكادا على موقع Soccerway.com (الإنجليزية)
- شيزو تاكادا على موقع أوليمبيديا (الإنجليزية)

- قاعة مشاهير كرة القدم اليابانية في اتحاد اليابان لكرة القدم